# Северный (Шпаковский район)
Северный — посёлок в Шпаковском муниципальном округе Ставропольского края России.

## География
Посёлок Северный расположен на расстоянии 31 км от краевого центра и 35 км от районного центра. Ближайшие населённые пункты: посёлки Цимлянский, Новый Бешпагир.
В 1 км к востоку от посёлка берёт начало балка Горькая, из которой вытекает река Горькая — правый приток Грачёвки:51.
Через посёлок проходит автодорога местного значения Цимлянский — Северный — Новый Бешпагир.

## История
На километровой карте Генштаба Красной армии 1941 года населённый пункт подписан как ферма № 2. В 1950-е гг. здесь находился производственный участок № 2 совхоза «Темнолесский» Темнолесского сельсовета Михайловского района.
Решением исполкома Михайловского районного совета от 25 апреля 1959 года производственному участку № 2 овцесовхоза «Темнолесский» присвоено наименование посёлок Северный.
В июне 1962 года Северный вошёл в состав вновь образованного Цимлянского сельсовета с центром в посёлке Цимлянском. В феврале 1963 года сельсовет со всеми населёнными пунктами был передан из упразднённого Михайловского района в состав Шпаковского района Ставропольского края.
На карте Генштаба ВС СССР 1985 года издания для посёлка Северный указана численность населения около 240 человек. В 1991 году, по информации на сайте администрации Цимлянского сельсовета, в посёлке насчитывалось 25 дворов и 158 жителей.
В 1997—2020 гг. Северный входил в состав упразднённого Цимлянского сельсовета.

## Население
| 1989 | 1991 | 2002 | 2010 | 2013 | 2014 |
| ---- | ---- | ---- | ---- | ---- | ---- |
| 211  | ↘158 | ↗213 | ↘139 | →139 | ↘100 |

По данным переписи 2002 года, 26 % населения — даргинцы.